# ایکینجی میل‌لی
ایکینجی میل‌لی (به لاتین: İkinci Milli) یک منطقهٔ مسکونی در جمهوری آذربایجان است که در شهرستان کلبجر واقع شده‌است.